# Persona jurídica
Persona jurídica o persona moral es un ente con derechos y obligaciones que existe, pero no como persona física, sino como institución que es creada por una o más personas físicas u otras personas jurídicas para cumplir un objetivo social que puede ser con o sin fines de lucro. Son personas jurídicas todos los entes a los cuales el ordenamiento jurídico les confiere aptitud para adquirir derechos y contraer obligaciones para el cumplimiento de su objeto y los fines de su creación.
Todos los entes susceptibles de adquirir derechos o contraer obligaciones que no son personas de existencia visible o física son personas de existencia ideal o personas jurídicas.
Toda persona jurídica es independiente de cada individuo humano o entidad y se le reconocen derechos y obligaciones distintas a las de los componentes. Cuando se ha logrado la finalidad objetivo o cuando es patente la imposibilidad de conseguirlo se extingue la persona jurídica correspondiente. 
Existen diversas clasificaciones de personas jurídicas. Una clasificación es las vinculadas al Estado, como los municipios y conjuntos de municipios, hospitales públicos, universidades y otros. Las que están dentro del derecho privado son asociaciones/corporaciones/sociedades y las fundaciones.
Hay dos tipos. La “persona jurídica asociativa” es un conjunto de personas que se agrupan para conseguir una finalidad ya las que el Ordenamiento Jurídico atribuye personalidad civil: son las asociaciones, corporaciones y sociedades. La “persona jurídica fundacional” es un patrimonio adscrito con personalidad civil, es una “fundación”. La mayor diferencia es que la asociación es un conjunto de personas unidas por la consecución de un objetivo mientras que la fundación es un conjunto de bienes (el patrimonio) adscrito a un objetivo.

## Antecedentes
En el Derecho Romano no se consideró a la sociedad tal como se la concibe ahora, sin embargo, sí se reconocieron ciertos entes morales que tenían características similares a las personas jurídicas que se conocen hoy en día. 
Los juristas en ese entonces hablaban de las "personae vice fungitur" para referirse a aquellos organismos que realizaban funciones similares a las personas físicas, mientras que cuando hablaban de "universitas" se referían a aquellos conjuntos de individuos y conjuntos de cosas.
Además de esto, en Roma también se reconoció la facultad que tenían ciertos entes para adquirir derechos y a su vez poder administrarlos, considerando así que estos poseían "corpore", término que significaba la posibilidad que tenían los conjuntos de bienes para poder ser administrados por representantes. 
Posteriormente, en la Edad Media se utilizaban denominaciones como "congregatio y comunitas" para referirse a las compañías y asociaciones formadas voluntariamente por individuos, mientras que "pioe causoe" y "pioe corpore" para referirse a las fundaciones creadas de la misma manera por individuos. 
Fue a finales del siglo XVIII y el siglo XIX cuando surgió la llamada persona jurídica, influenciada por dos fuentes distintas, la primera son las tendencias de la Revolución Francesa y la segunda por la Escuela Histórica del Derecho. Es así como en el siglo XIX, comenzó a desarrollarse la teoría de la personalidad jurídica como la conocemos en la actualidad.

## Naturaleza jurídica
Jurídicamente es tanto la persona física, como la moral, de ahí que lo correcto es identificarla como constructo jurídico -pues se capta por el entendimiento y no por los sentidos- y corresponde a una ficción del Derecho, al dar reconocimiento por ley a lo que materialmente no existe. Basándose en esta teoría, es la confirmación de un ente individual e independiente el cual genera similares obligaciones y derechos que una persona física y lo convierte en sujeto de derechos. Las características que tienen estas dos figuras son: nacionalidad, domicilio, nombre, capacidad y patrimonio. Cuando hablamos de la teoría de la ficción decimos que la persona moral es un organismo, el cual es representado por otro o por otros, en este caso -al final- personas física.

## Nacimiento de la persona jurídica
Las personas jurídicas nacen como consecuencia de un acto jurídico (acto de constitución), según un sistema de mera existencia, o bien por el reconocimiento que de ellas hace una autoridad u órgano administrativo o por concesión. En ambos casos puede existir un requisito de publicidad, como la inscripción en un registro público.
En las legislaciones en general, la existencia de la persona jurídica privada comienza desde su constitución. No necesita autorización legal para funcionar, excepto disposición legal en contrario. En los casos en que se requiere autorización estatal, pudiendo varias de acuerdo a cada país.

## Organismos rectores
La persona jurídica necesita de órganos rectores de su actividad. Al tratarse de un conjunto de bienes y derechos, es necesaria la existencia de personas físicas que decidan el destino que se da a esos bienes y las acciones que se vayan a tomar.
Los órganos se regulan por ley y por los estatutos de la persona jurídica. Los órganos más habituales son:
- El administrador.
- Varios administradores solidarios o mancomunados.
- El consejo de administración.
- La Junta de socios, accionistas, etc.
- El comité de representantes, en la personalidad jurídica de ecosistemas, como es el caso de la Tutoría del Mar Menor.

## Responsabilidad de la persona jurídica
Tradicionalmente se ha rechazado la posibilidad de que una persona jurídica tenga responsabilidad penal por un delito. El argumento es que el dolo o la culpa no pueden recaer en ella, sino en las personas físicas que están detrás de una persona jurídica y toman las decisiones. Según esta concepción doctrinal, la persona jurídica sería solo responsable civilmente, es decir, tendría que resarcir daños y perjuicios. Además, históricamente la teoría del delito se ha construido sobre la base de la persona natural.
En la actualidad, sin embargo, existen ordenamientos donde es posible sancionar penalmente a una persona jurídica por un delito. Si bien no pueden imponérsele todo los tipos de penas, existen algunas, como las pecuniarias o las inhabilitaciones, que pueden ser adecuadas para los delitos económicos o tributarios. No obstante, parte de la doctrina considera estas situaciones como propias del derecho administrativo sancionador y no del derecho penal.
La personería jurídica o personalidad jurídica es el reconocimiento a un ser humano, una organización, una empresa u otro tipo de entidad para asumir una actividad o una obligación que produce una plena responsabilidad desde la mirada jurídica, tanto frente a sí mismo como respecto a otros.

### Inoponibilidad de personalidad jurídica
La actuación que esté destinada a la consecución de fines ajenos a la persona jurídica, constituya un recurso para violar la ley, el orden público o la buena fe o para frustrar derechos de cualquier persona se imputa a quienes a título de socios, asociados, miembros o controlantes directos o indirectos la hicieron posible quienes responderán solidaria e ilimitadamente por los perjuicios causados. Lo dispuesto se aplica sin afectar los derechos de terceros de buena fe y sin perjuicio de las responsabilidades personales de que puedan ser pasibles los participantes en los hechos por los perjuicios causados.

## Teorías

### Teoría de la ficción
Hans Kelsen niega la dualidad derecho objetivo-derecho subjetivo. Utilizando los estudios de Duguit, pero planteando su doctrina en un terreno puramente lógico, sostiene que los derechos subjetivos no existen sino en cuanto expresión del derecho objetivo. Si no existen derechos subjetivos con valor propio, autónomo, tampoco debe existir el sujeto de derecho. Los derechos subjetivos y el sujeto de derecho, o sea la persona, son conceptos auxiliares, que facilitan el conocimiento del derecho. Persona, sea física o jurídica, es solo la expresión unitaria personificadora de un haz de deberes y facultades jurídicas, un complejo de normas. El hecho de ser un centro de imputación de normas, convierte a ese centro en persona. La teoría de Kelsen hace una crítica sobre la diferencia que hacen los civilistas (persona moral y física).Todas las personas son jurídicas. La única diferencia entre una y otra es que las "morales" (como los civilistas las llaman) o de existencia ideal actúan como órganos, un órgano (es la hipóstasis que se hace sobre el actuar de un individuo; en el que su acto se le atribuye a la colectividad tal que ella lo hubiera hecho). Así la persona física es individual y la de existencia ideal colectiva. La persona está constituida por una norma de capacidad,(imputación central), la cual la faculta para llenar el ámbito de validez personal de una norma de imputación periférica, así una persona, solo es el núcleo al cual se le imputa un actuar.

### Teoría de la realidad
La teoría de la realidad surgió en el siglo XIX y XX, como reacción a la teoría de la Ficción, como principales expositores debemos citar a los alemanes Gierke y Jellinek. Esta teoría parte de la idea de que una persona jurídica es una realidad concreta preexistente a la voluntad de las personas físicas. Se basa en el sustrato material que conforma a una persona jurídica, es de carácter objetivo. La figura legal de "Persona Jurídica" existe con anterioridad a la idea de la "Persona Física", estas últimas toman o dejan esta figura. Son un medio jurídico para facilitar y regular las tareas entre asociaciones o sociedades y existen por sí mismas, por ende son sujeto de derecho y adquieren una capacidad independiente a la de las personas físicas que la componen. En esta se ven 2 subclases:

### Teoría orgánica
Para esta teoría, las personas jurídicas no son entes artificiales creados por el Estado sino, por el contrario, realidades vivas. Los entes colectivos son organismos sociales dotados tanto como el ser humano de una potestad propia de querer y por ello, capaces naturalmente de ser sujetos de derecho (Gierke). A diferencia de la teoría de la ficción, que sostenía que la autorización estatal era creativa de la personalidad jurídica, sostiene Gierke que solo tiene valor declarativo. Las personas físicas que componen a la persona jurídica funcionan como organismos de la voluntad colectiva de la persona jurídica. Es necesario que quede claro que para esta teoría lo más importante que debe ser amparado por la ley, es esa voluntad colectiva que surge de la asociación de las personas físicas.

### Teoría de la institución
Esta teoría tiene su punto de partida en la observación de la realidad social, que demostraría que una de las tendencias más firmes en las sociedades contemporáneas es el desarrollo de la vida colectiva, de la vida social. El ser humano abandona todo aislamiento, porque comprende que para realizar sus fines y para satisfacer sus necesidades de todo orden precisa unirse a otros hombres, asociarse a ellos. Entra enseguida voluntariamente en muchas asociaciones. En el fondo subyace siempre el ser humano, porque él es el fin de todo Derecho, pero la vida de estas entidades está por encima de la de cada uno de sus miembros, considerados aisladamente. La institución se define como un organismo que tiene fines de vida y medios superiores en poder y en duración a los individuos que la componen. Comprende a la persona jurídica bajo la idea de "empresa" en cuanto lo que importa no son en sí sus órganos, sino si se cumple la finalidad planteada o no. La persona jurídica encuentra su justificación en el cumplimiento de ese fin planteado.
La teoría de la institución tiene un claro fundamente iusnaturalista, puesto que el derecho de asociación es considerado uno de los derechos naturales del hombre, como ha proclamado León XIII en su encíclica Rerum Novarum.

### Enfoque legalista
Todas estas teorías tienen un mismo punto de partida: si bien es verdad que desde el ángulo biológico y aun metafísico la única persona es el ser humano, desde lo jurídico se llama persona a todo ente capaz de adquirir derechos y contraer obligaciones. Desde este punto de vista tan persona es el hombre como los entes de existencia ideal, puesto que ambos tienen esa capacidad. No haber advertido el significado jurídico de la palabra sería el error inicial del planteo de la teoría de la ficción.
La diferencia que existe entre las dos personas (natural y judicial) es de varias formas por ejemplo: la jurídica: es todo con la justicia

## Concepto por país

### Reino Unido
El caso Salomon v. A Salomon & Co. es un caso histórico en el derecho societario británico, pero también ha tenido un impacto significativo en otros países de derecho consuetudinario. La decisión unánime de la Cámara de los Lores tuvo el efecto de afirmar firmemente la doctrina de la personalidad jurídica separada de la empresa, tal como se establece en la Ley de Sociedades de 1862, de modo que los acreedores de una empresa insolvente no podían demandar a los accionistas de la empresa para el pago de deudas impagadas.

#### Caso Salomon

##### Los hechos
El Sr. Aron Salomon fabricaba botas y zapatos de cuero como propietario único. Sus hijos querían convertirse en socios comerciales, por lo que transformó el negocio en una sociedad de responsabilidad limitada. Esta empresa compró el negocio del señor Salomon a un precio excesivo en relación con su valor. Su esposa y sus cinco hijos mayores se convirtieron en suscriptores y los dos hijos mayores se convirtieron en directores. El señor Salomon recibió 20.001 de las 20.007 acciones de la empresa, que eran un pago de A Salomon & Co Limited por su negocio anterior (cada acción estaba valorada en 1 libra esterlina). La transmisión del negocio se realizó el 1 de junio de 1892. La compañía también emitió al Sr. Salomon £10.000 en obligaciones. Con la garantía de sus obligaciones, el Sr. Salomon recibió un anticipo de £5.000 de Edmund Broderip.
Poco después de que el Sr. Salomon constituyera su negocio, se produjo una disminución en las ventas de botas. La empresa se declaró en quiebra tras incumplir el pago de los intereses de sus obligaciones (de las que Broderip era propietario en su mitad). Broderip presentó una demanda para hacer cumplir su garantía. La empresa ha sido puesta en liquidación. A Broderip le reembolsaron sus £5.000. Esto dejó £1.055 de activos de la compañía, que Salomon reclamó con respecto a los bonos retenidos que conservó. Si la reclamación de Salomon tuviera éxito, no dejaría nada para los acreedores no garantizados. En caso de quiebra de la empresa, el liquidador de la misma argumentó que el gravamen flotante no debía respetarse y que Salomon debía ser considerada responsable de las deudas de la empresa. Salomón presentó una demanda.

##### Cuestión planteada por la demanda
El liquidador, en nombre de la sociedad, presentó una reconvención solicitando que se reembolsaran las sumas pagadas a Salomon y se cancelaran sus obligaciones. Argumentó que Salomon incumplió su deber fiduciario hacia la nueva empresa que estaba promocionando al vender su negocio a un precio excesivo. También argumentó que toda la constitución de la empresa de esta manera fue diseñada como un fraude contra sus potenciales acreedores no garantizados en el futuro.

##### Sentencia

###### Tribunal superior
En primera instancia, el juez Roland Vaughan Williams dictaminó en el caso titulado "Broderip v Salomon" 2 que el reclamo del Sr. Broderip estaba bien fundado. No se discutió que las 200 acciones estaban totalmente pagadas. Dijo que la empresa tenía derecho a una indemnización por los daños sufridos por el señor Salomon. Dijo que los firmantes del memorando de constitución eran meros "tontos" y que la empresa en realidad era sólo el Sr. Salomon bajo otra apariencia, un seudónimo, o al menos su agente. Por tanto, tenía derecho a una indemnización por parte del mandante. El liquidador modificó la reconvención y se concedió una indemnización. El argumento de la agencia fue aceptado.

###### Tribunal de apelación
El Tribunal de Apelación 3 confirmó la decisión del Juez Vaughan Williams contra el Sr. Salomon, pero con el argumento de que el Sr. Salomon había abusado de los privilegios de constitución de una sociedad de responsabilidad limitada, que el Parlamento pretendía conferir únicamente a "accionistas independientes y no infractores que tuvieran mente y voluntad propias y no fueran meros títeres". Nathaniel Lindley (experto en derecho de sociedades) consideró que la empresa era el fideicomisario del Sr. Salomon y, como tal, Salomon estaba obligado a indemnizar las deudas de la empresa4.

###### Cámara de los Lores
La Cámara de los Lores revocó por unanimidad esta decisión, rechazando los argumentos basados en la relación entre principal y agente. Argumentaron que nada en la Ley estipulaba si los suscriptores (es decir, los accionistas) debían ser independientes del accionista mayoritario. La sociedad estaba debidamente constituida y no correspondía a los jueces interpretar las limitaciones estatutarias que ellos mismos consideraban adecuadas. Lord Halsbury LC afirmó que la Ley "no contiene ninguna disposición en cuanto al grado o extensión de interés que pueda tener cada uno de los siete [accionistas] ni en cuanto a la proporción de interés o influencia que posea uno o la mayoría sobre los demás".

### Francia
Las personas jurídicas (personnes morales en francés) tienen derechos que las hacen similares a las personas naturales. De esta forma, podrán poseer propiedades, celebrar contratos y acudir a los tribunales.
También tienen particularidades:
- bajo determinadas condiciones, pueden fusionarse o disolverse (disolución);
- A veces pueden cambiar de forma jurídica;
- Tienen una sede social.

Además, determinadas personas jurídicas que tienen capital social pueden pertenecen a otras personas jurídicas.
En la tradición del derecho civil, el derecho francés distingue entre personas jurídicas de derecho público y personas jurídicas de derecho privado.

### Suiza
Las personas jurídicas conforme al derecho suizo se rigen o bien por el derecho público o bien por el derecho privado. También se distingue entre las que agrupan personas y las que agrupan bienes: los grupos de personas -físicas o jurídicas- con personalidad jurídica se denominan corporaciones (corporations), mientras que los grupos de bienes sin "miembros" (personas físicas o jurídicas) se denominan establecimientos (établissements).

### Alemania
El artículo 19(3) de la Constitución alemana establece: «Los derechos fundamentales se aplicarán también a las personas jurídicas nacionales en la medida en que la naturaleza de dichos derechos lo permita».

### Brasil
El término persona jurídica (pessoa jurídica en portugués) se utiliza en las ciencias jurídicas para designar a una entidad con derechos y obligaciones, que también posee personalidad jurídica. Su normativa se basa principalmente en el Código Civil brasileño, donde se reconoce y define claramente, entre otros documentos normativos.
La legislación brasileña reconoce a cualquier asociación o entidad abstracta como persona jurídica, pero se requiere su registro mediante un Documento Constitucional, con especificaciones que dependen de la categoría de la persona jurídica y de la legislación local del estado y la ciudad.